# Bisse d'Ayent
Le bisse d'Ayent est un bisse du Valais qui prend sa source dans le barrage de Tseuzier, passe par la station d'Anzère et se décharge dans l'étang de Revouire, sur la commune de Grimisuat après avoir irrigué les vignes, prés et jardins des communes de Grimisuat et d'Ayent.

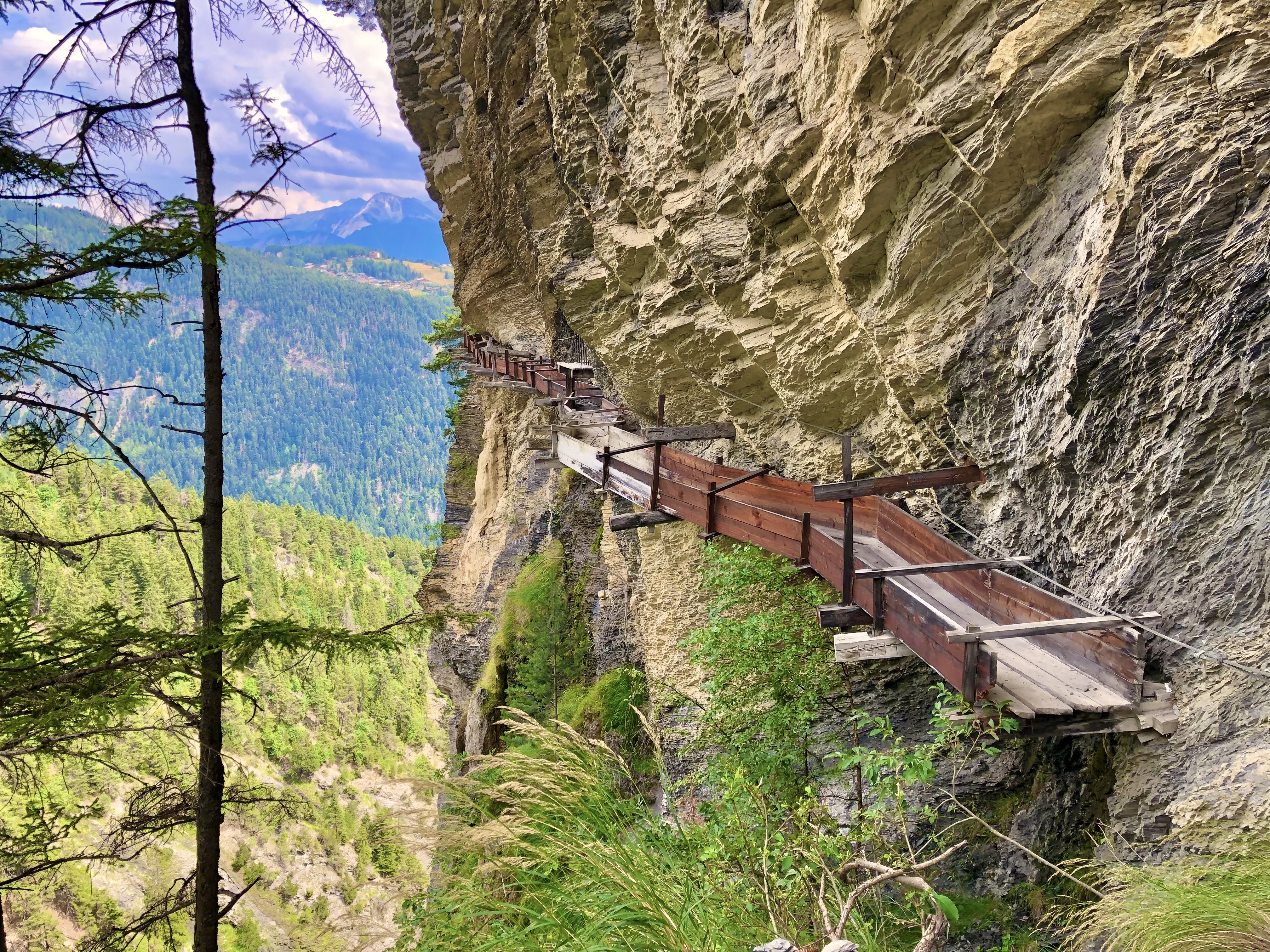
Passage sur boutsets de Torrent-Croix. Image reprise sur le nouveau billet de Fr 100.- CH.

La première partie du bisse est assez spectaculaire car elle passe au milieu d'une falaise (passage sur boutsets de Torrent-Croix). À l'époque, le bisse passait dans des canaux en bois fixé sur la paroi verticale, haute de plusieurs centaines de mètres. Cette partie a été abandonnée en 1831 à la suite du creusement d'un tunnel et a été restaurée (mais non remise en service) en 1991. Il croise la route de Tseuzier au kilomètre 10. Un sentier suit le bisse sur tout son long ; il servait historiquement au garde du bisse pour surveiller l'écoulement de l'eau et permet aujourd'hui de randonner tout du long. Aujourd'hui le bisse est en eau sur les 2/3 du parcours. 

## Histoire
Le bisse d'Ayent fut bâti en 1442 par les agriculteurs de la région de Sion pour amener de l'eau jusqu'à leurs cultures depuis les hauteurs (là où se trouve actuellement le lac de barrage de Tseuzier).
Les paysans pouvaient acheter un droit d'eau pour irriguer leurs prés(aqua ad irrigandum), en général durant une heure, une demi-journée ou une journée complète. Ce droit est fixé temporellement pour qu'un nombre limité de personnes puissent puiser dans le bisse en même temps, ce dernier ayant un débit limité. Ce droit était généralement lié à la parcelle et l'argent récolté servait à la construction puis à l'entretien du bisse. Chaque bisse avait son garde qui vérifiait quotidiennement le bon écoulement de l'eau et le respect des droits d'eau.
En 2019, la Banque nationale suisse (BNS) dévoile le nouveau dessin des nouveaux billets de banque suisses, dont le billet de 100 francs représente sur son verso le passage de Torrent-Croix du Bisse d’Ayent. 
Pour accéder à cette partie du Bisse d'Ayent avec les transports publics à partir de Sion il faut prendre le car postal en direction du barrage de Tseuzier et le quitter à l'arrêt Ayent Le Samarin-Eheley. Depuis là la promenade à pied vers l'Ouest est facile et agréable jusqu'au Sud d'Anzère, voire plus loin vers Arbaz. Depuis ces deux lieux il y a de nombreux services Car Postal vers Sion.

## Géographie
- Départ (prise) : Usine des sarrasins Anzère
- Arrivée (décharge) : Mayens d'Arbaz, au-dessus de Sion (Valais), 940 m. Le bisse passe au bas de la station d'Anzère avant de s'en aller vers Arbaz.
- Longueur : 20 kilomètres
- Temps de marche : 3 heures
- Débit : environ 500 litres par minute (juin à septembre)

## Galerie

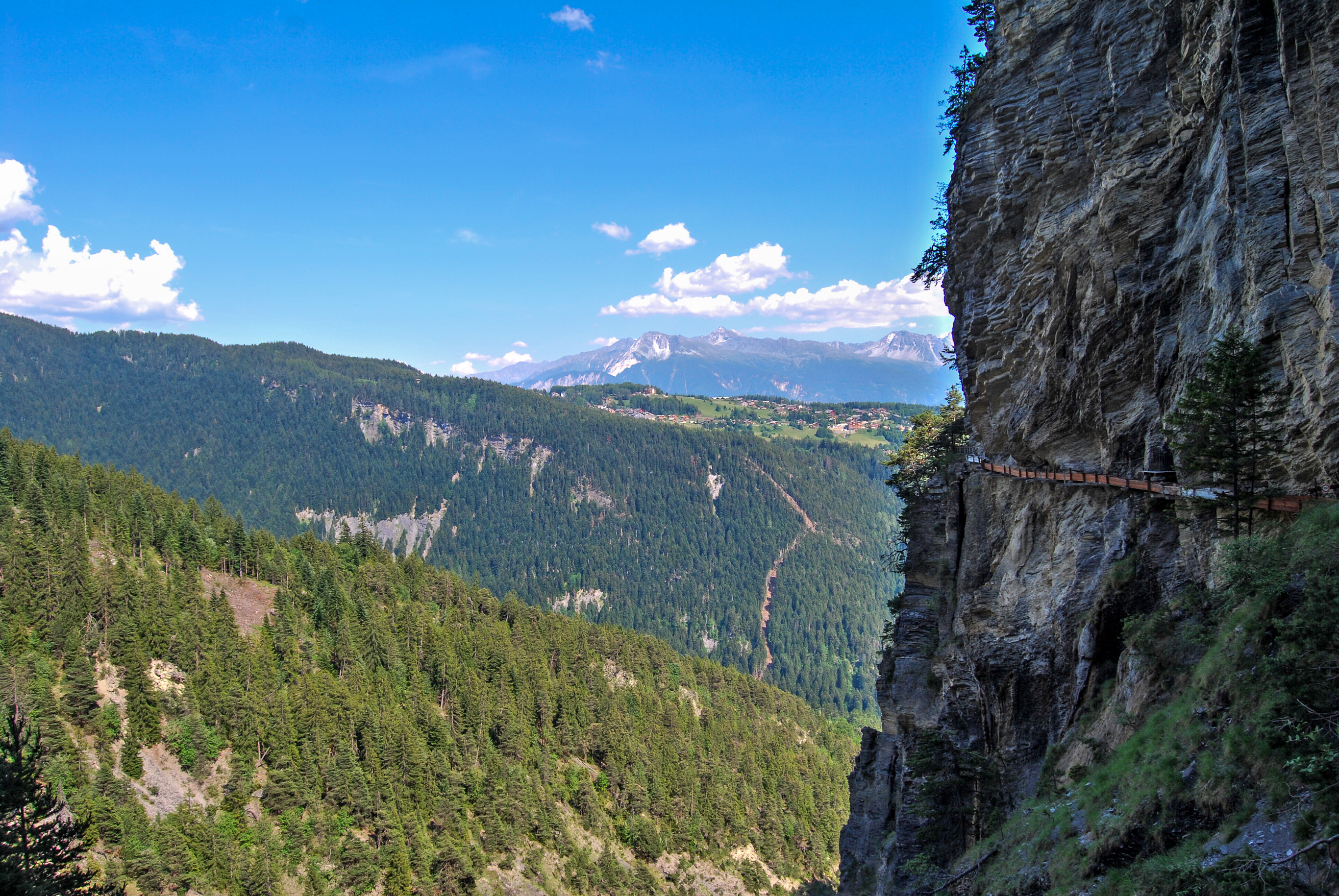
Passage sur boutsets de Torrent-Croix.
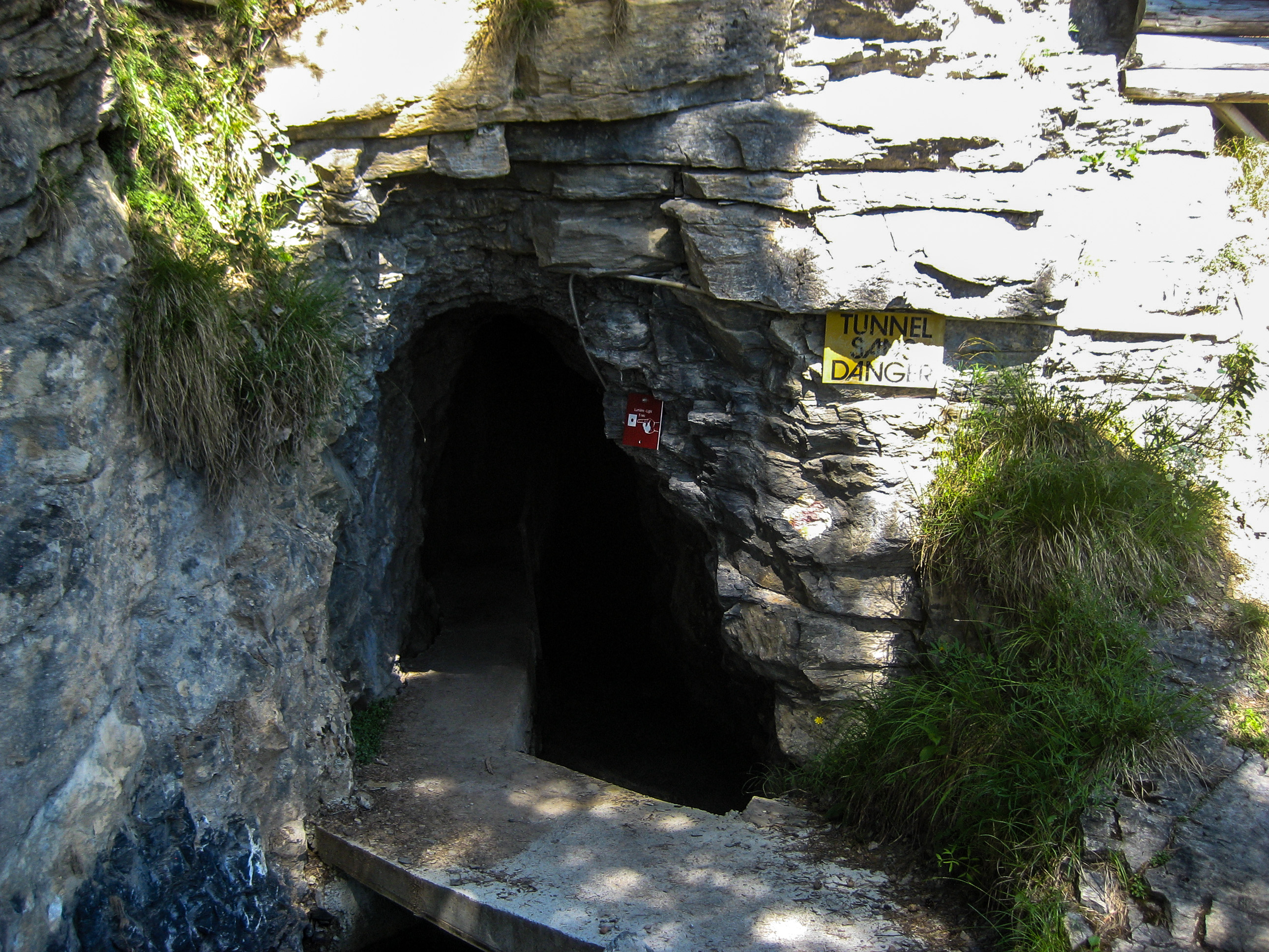
Tunnel de Torrent-Croix.
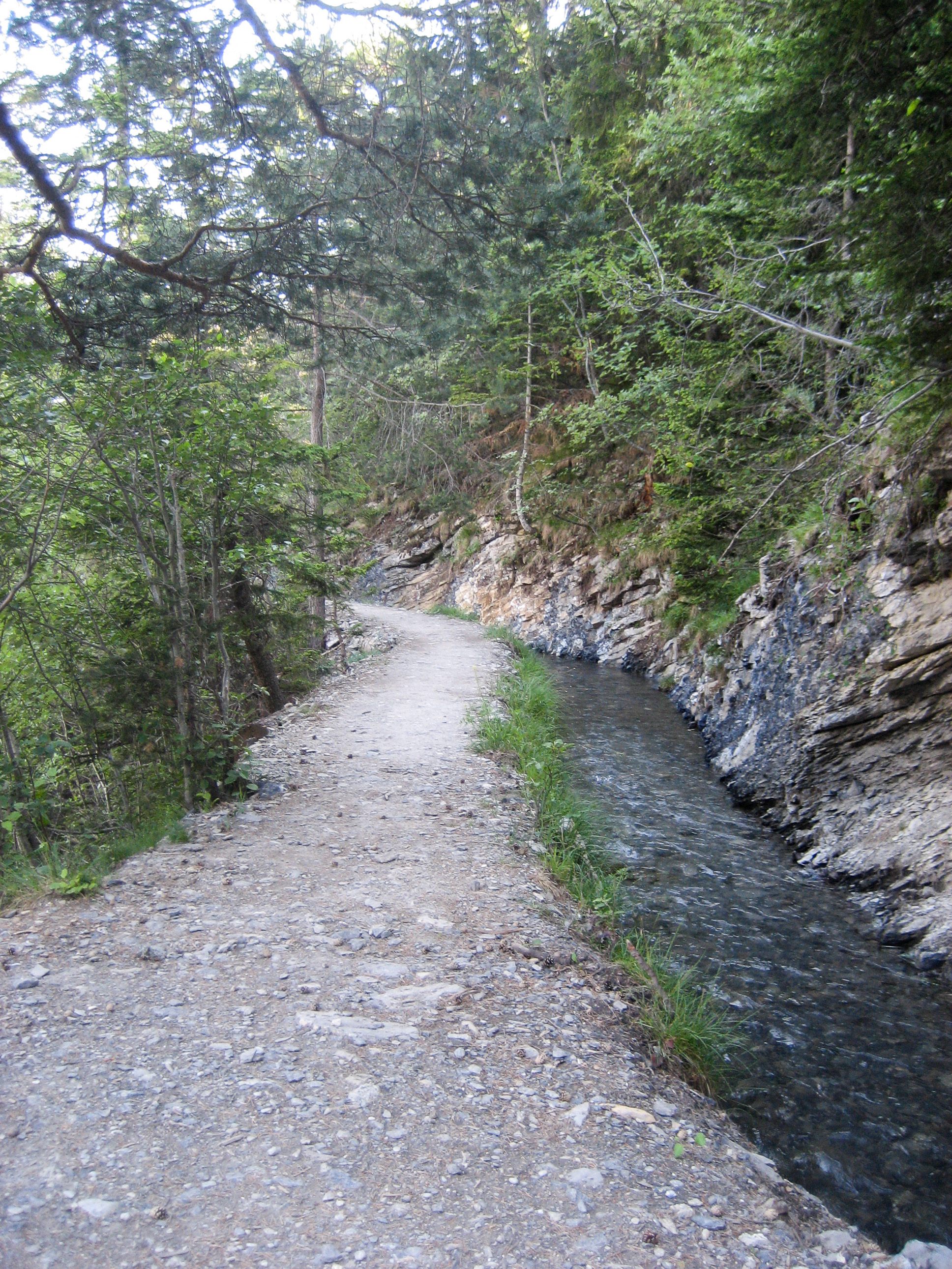
Le long du bisse d'Ayent.
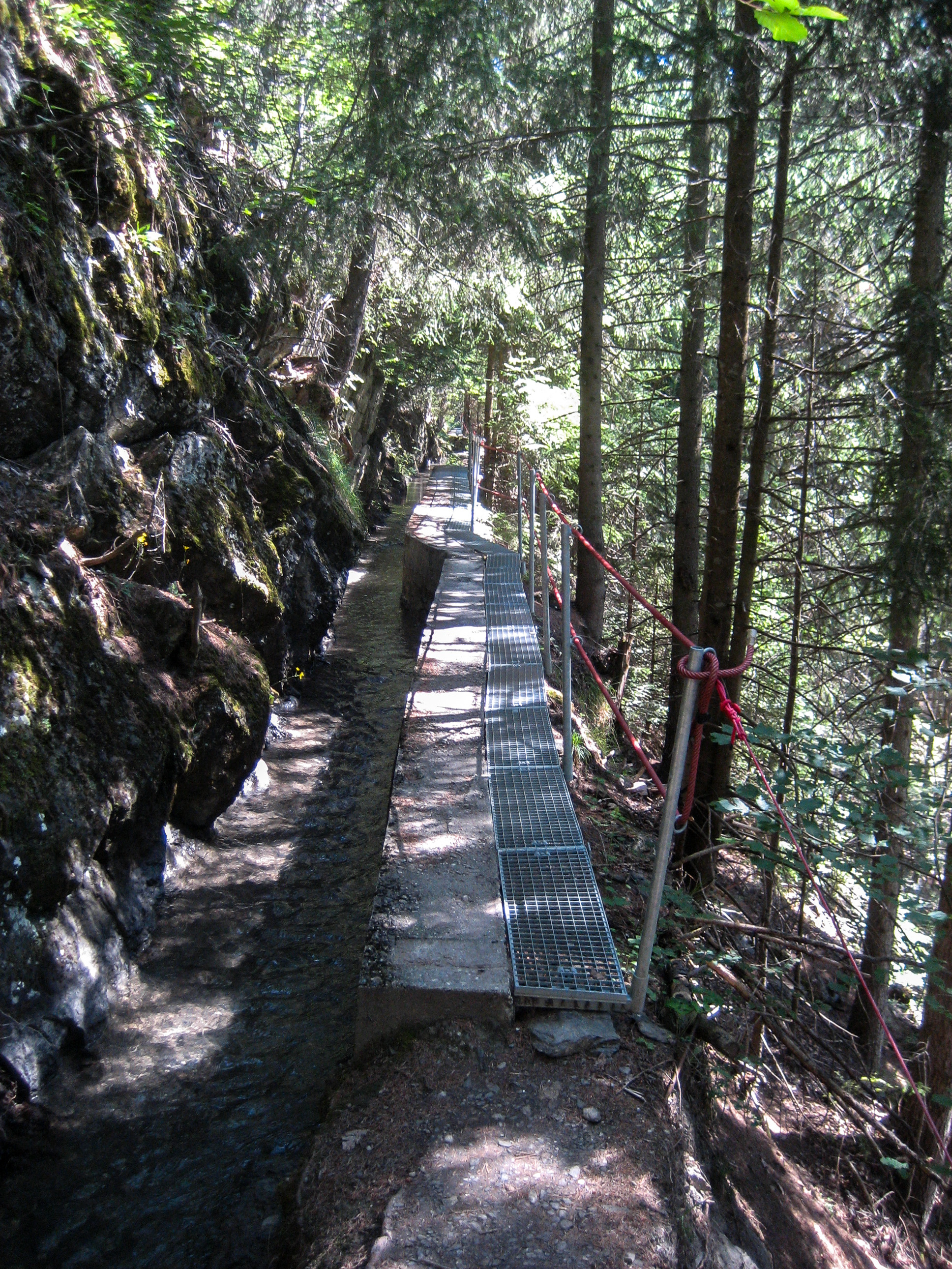
Le long du bisse d'Ayent.
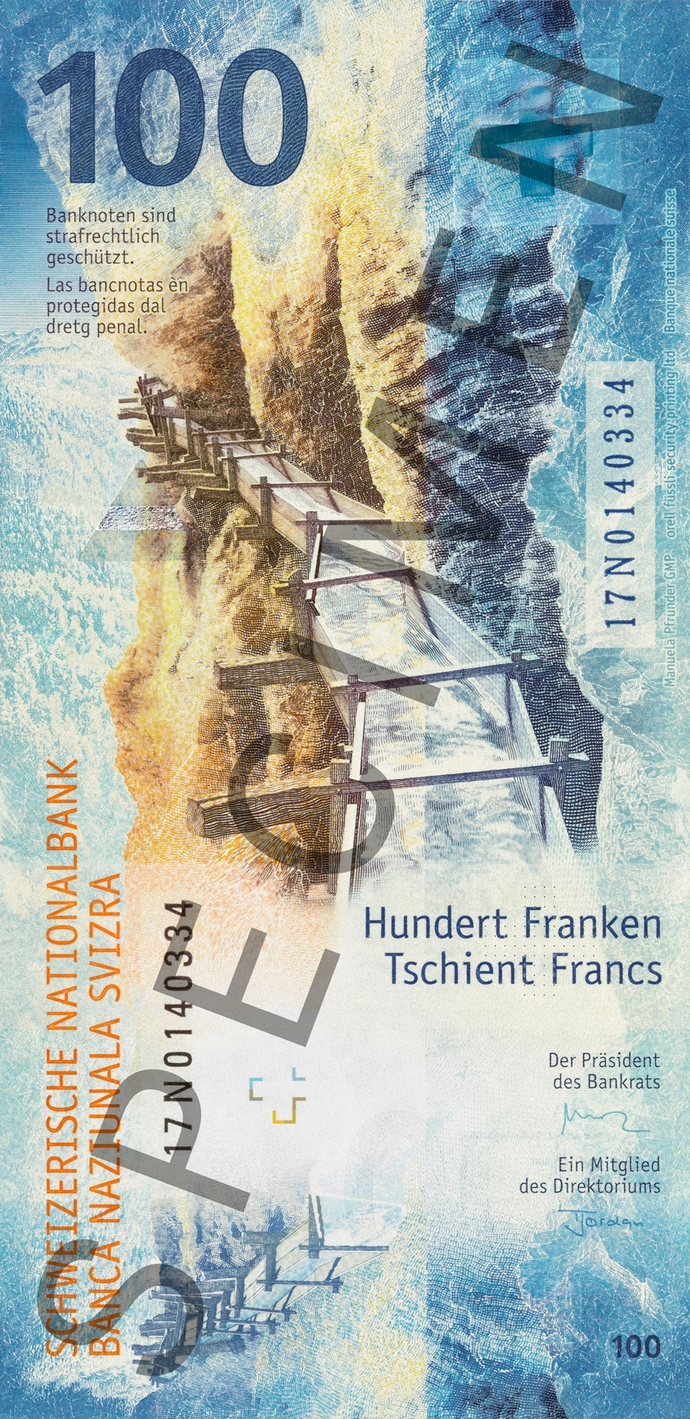
Sur le billet de 100 francs suisses depuis 2019.